# Hoplopagrus guentherii
Hoplopagrus guentherii és una espècie de peix de la família dels lutjànids i de l'ordre dels perciformes.

## Morfologia
- Els mascles poden assolir 92 cm de longitud total.[2][3]

## Alimentació
Menja peixos i invertebrats del fons marí.

## Hàbitat
És un peix marí de clima tropical i associat als esculls de corall que viu fins als 50 m de fondària.

## Distribució geogràfica
Es troba al Pacífic oriental: des de Mèxic fins a Colòmbia.

## Ús comercial
Es comercialitza fresc.